# Kościół św. Teresy od Dzieciątka Jezus w Białowieży
Kościół pw. Świętej Teresy od Dzieciątka Jezus – rzymskokatolicki kościół parafialny należący do dekanatu Białystok-Dojlidy archidiecezji białostockiej.

## Historia
W 1922 r. powstał "Komitet Budowy Kościoła Rzymsko-Katolickiego w Białowieży" (zmieniony później na "Komitet Budowy Kościoła w Białowieży"). Pierwszym przewodniczącym wybrano Wincentego Czarnieckiego, zastępcą zaś został Michał Dymsza. Komitet jako stowarzyszenie uzyskało osobowość prawną 11 października 1923 r. Zmiany personalne nastąpiły cztery lata później, kiedy prezesem został ks. Józef Dogwiłło. Pierwotnie kościół planowano budować na terenie parku pałacowego lub na wzgórzu w okolicy cmentarza, co miało nawiązywać do dawnej świątyni greckokatolickiej. Ostatecznie wybrano plac położony przy ulicy Stoczek (obecnie Waszkiewicza), obok budynków Dyrekcji Lasów Państwowych. Na potrzeby budowy w 1928 r. Dyrekcja Lasów Państwowych wydzierżawiła na 36 lat dwa place za symboliczne 10 złotych rocznie.
Pierwotnie planowano budowę kościoła w stylu neogotyckim, powstała nawet jej wizualizacja. Projekt był kontestowany, a ks. Józef Dogwiłło zwrócił uwagę, że świątynia powinna nawiązywać do nazwy osady. Dzięki Zygmuntowi Glogerowi i Henrykowi Sienkiewiczowi, pod koniec XIX stulecia rozpowszechniło się przekonanie, że nazwa Białowieża powstała od "białej wieży", czyli średniowiecznego zamku prawdopodobnie książąt litewskich. W konsekwencji uznano, że biała wieża górująca nad osadą, stanowiłaby symbol przynależności tych obszarów do ziem polskich. 

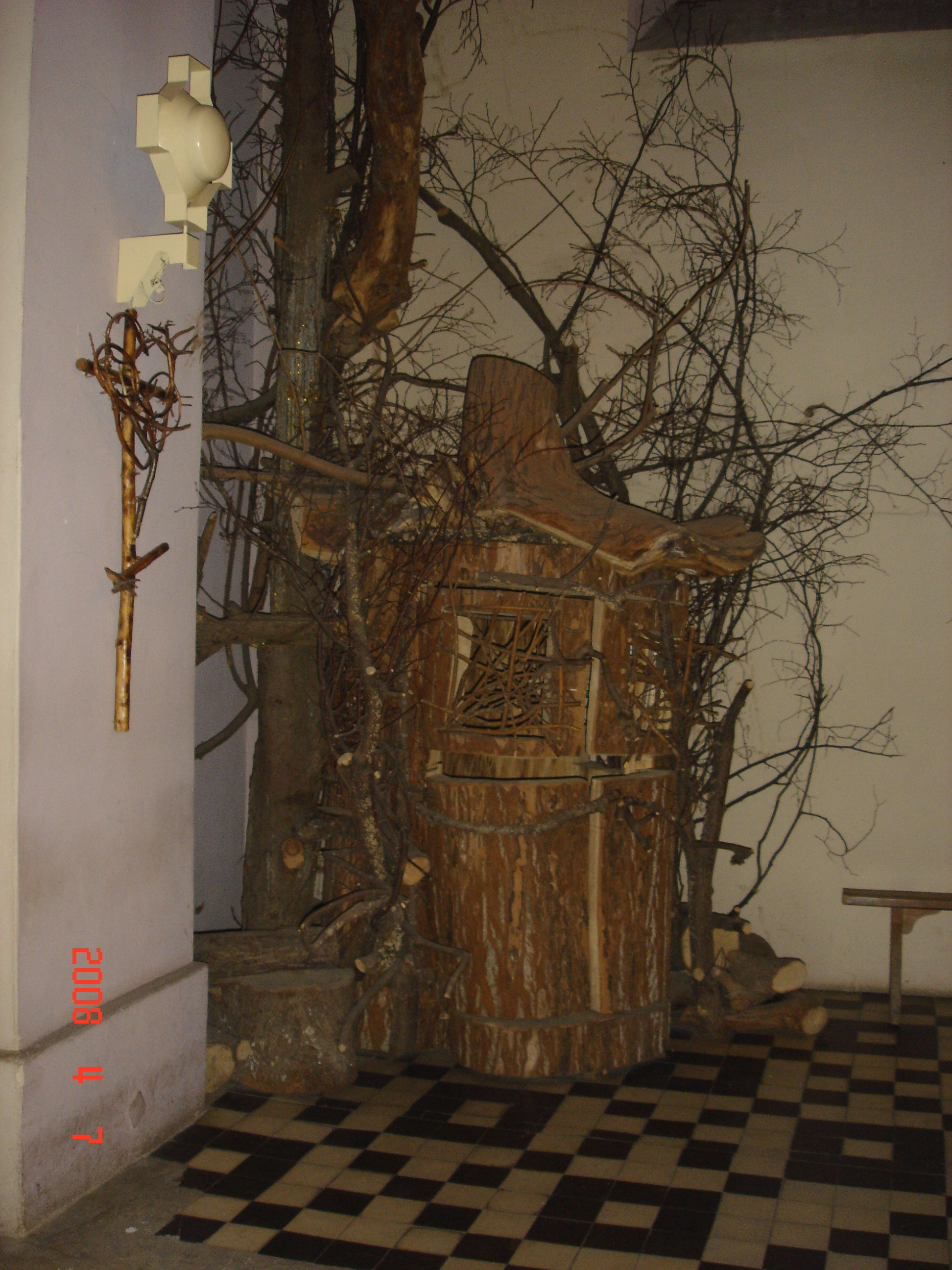
Konfesjonał

Budowa obecnej świątyni w stylu neorenesansu polskiego została rozpoczęta w 1927 roku według projektu warszawskiego architekta Borysa von Zinserlinga. Kościół został wymurowany w 1931 r., jednakże kryzys gospodarczy opóźnił prace wykończeniowe. We wrześniu 1933 r. nastąpiło przeniesienie kultu z kaplicy (znajdującej się w pałacu carskim) do świątyni. Nieukończona jeszcze budowla została konsekrowana w dniu 15 października 1934 roku przez arcybiskupa Romualda Jałbrzykowskiego, metropolitę wileńskiego. Na dalsze prace budowlane zabrakło funduszy, między innymi dlatego, że po zakończeniu II wojny światowej większa część parafii znalazła się w granicach Związku Sowieckiego. Dopiero w latach 70. XX wieku zostały wznowione prace wykończeniowe i remontowe, zostały zamontowane ołtarze i konfesjonały wykonane z pni i konarów kilkuletnich drzew. W 2007 roku zostały zamontowane organy o  17 głosach. Większość obrazów zostało namalowanych przez Łucję Bałzukiewicz.